# Renata Viganò
Renata Viganò (1900–1976) fue una escritora italiana, reconocida principalmente por su novela L'Agnese va a morire, publicada en 1949. Viganò fue miembro activa del movimiento de Resistencia Italiana durante la Segunda Guerra Mundial y presentó relatos ficticios de sus experiencias como partisana en su obra escrita.

## Biografía
Viganò nació en Bolonia el 17 de junio de 1900. En su adolescencia publicó dos libros de poesía, Ginestra in fiore (1912) y Piccola fiamma (1915).
Viganò se convirtió en miembro del Partido Comunista Italiano. Durante la Segunda Guerra Mundial, participó en la resistencia como enfermera y mensajera en Emilia-Romaña. Junto con su esposo Antonio Meluschi, ayudó a organizar actividades de la resistencia en el Valle del Po.
Luego de la guerra, Renata publicó varias novelas, incluyendo la aclamada L'Agnese va a morire (1949). L'Agnese cuenta la historia de una lavandera que vive en el campo y que se une a la resistencia comunista. El libro se hizo popular entre los comunistas italianos de la época y estableció la posición de Viganò como figura literaria en la comunidad. L'Agnese ganó el prestigioso Premio Viareggio y fue adaptado en una película del mismo nombre en 1976, bajo la dirección de Giuliano Montaldo.
Viganò escribió dos colecciones de relatos cortos (incluyendo Matrimonio in brigata, 1976) y un volumen de referencia sobre las mujeres que participaron en la resistencia (Donne nella Resistenza). También ofició como periodista, colaborando con medios escritos como L'Unità, Rinascita, Corriere Padano y Noi donne. De 1951 a 1955, colaboró en la columna Noi donne sobre temas relacionados con la feminidad y la maternidad dirigidos a mujeres de izquierda. En 1952 publicó Mondine, una colección de ensayos.
La autora falleció en Bolonia el 23 de abril de 1976. En 2018, la ciudad de Bolonia erigió una placa conmemorativa de la antigua casa de Viganò y su marido.

## Obras
- Ginestra in fiore, 1913[8]
- Piccola flamma, 1916
- Il lume spento, 1933
- L'Agnese va a morire, 1949
- Mondine, 1952
- Arriva la cicogna, 1954
- Donne della Resistenza, 1955
- Ho conosciuto Ciro, 1959
- Una storia di ragazze, 1962
- Matrimonio in brigata, 1976;
- Rosario, 1984 (obra póstuma)

### Obra traducida al español
- Agnese va a morir, 2020; Traducción de Miguel Ros González, Editorial Errata naturae, ISBN 978-84-17800-47-5